# Llei d'Ampère
La llei d'Ampère diu que la integral de línia de la inducció magnètica {\displaystyle {\vec {B}}}, creada per la distribució de corrent elèctric al llarg d’una corba tancada {\displaystyle C}, és proporcional a la suma algebraica de les intensitats {\displaystyle I_{i}} que travessen una superfície que tingui l’esmentada corba per contorn. Matemàticament:{\displaystyle \oint _{C}{\vec {B}}\cdot \mathrm {d} {\vec {l}}={\mu _{0}}\sum _{i}I_{i}}

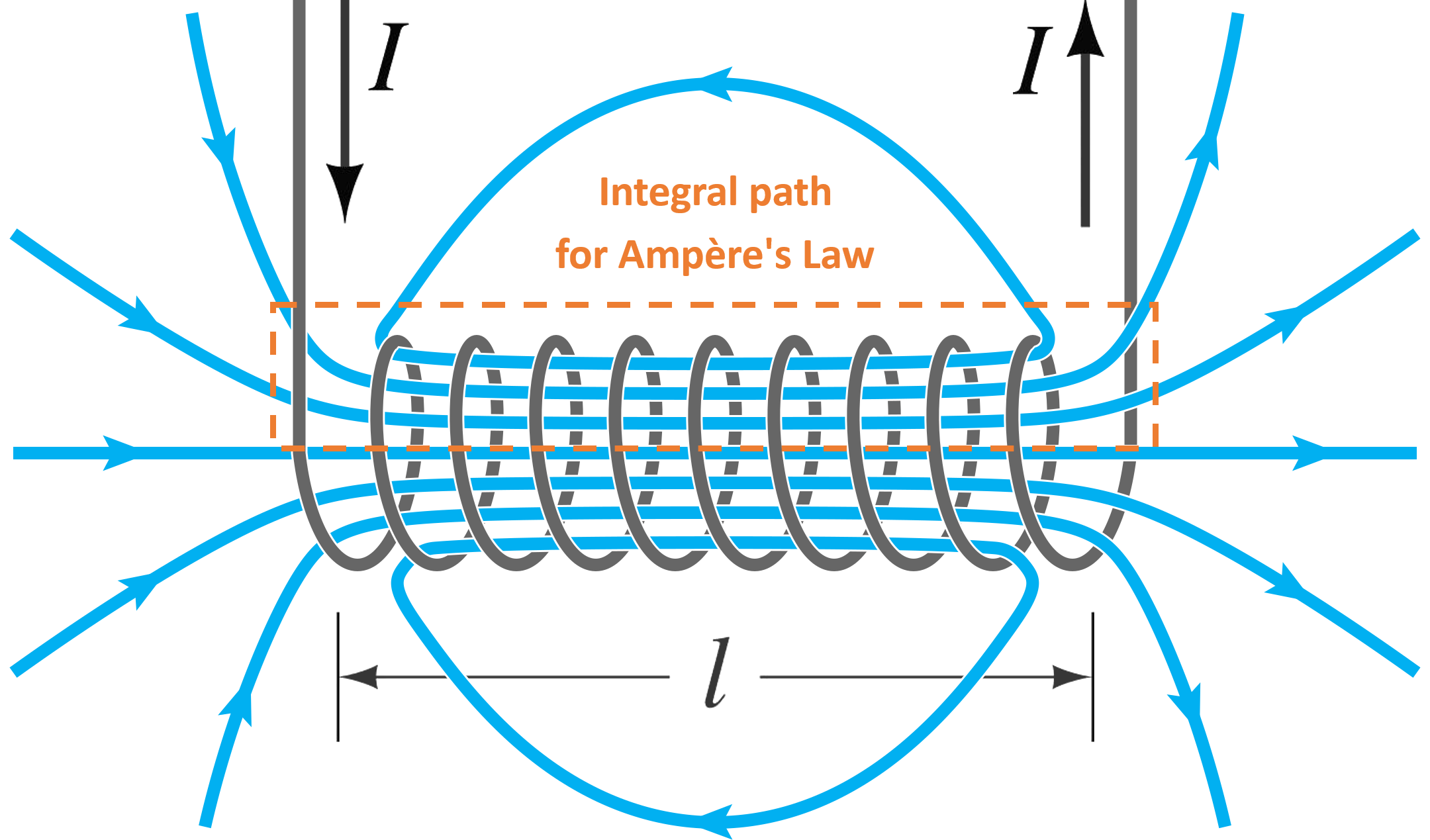
En un solenoide es pot agafar com a corba d'integració un rectangle com el de la figura per aplicar la llei d'Ampère a la seva longitud.

on {\displaystyle {\vec {B}}\cdot \mathrm {d} {\vec {l}}} és el producte escalar entre el vector camp magnètic i {\displaystyle \mathrm {d} {\vec {l}}}, un element infinitesimal de longitud de la corba; i {\displaystyle \mu _{0}}, la permeabilitat del buit, és la constant de proporcionalitat.
La llei d'Ampère fou descoberta experimentalment pel físic francès André-Marie Ampère (1775-1836) que la publicà el 1826 a la seva Mémoire sur la théorie mathématique des phénomènes électrodynamiques uniquement déduite de l’experience. És l'equivalent de la llei d'inducció de Faraday per al magnetisme. És útil quan la distribució de corrent és simètrica. Si no és prou simètrica, el càlcul del camp magnètic es fa mitjançant la llei de Biot i Savart. Per altra banda, la llei d'Ampère no es pot aplicar si els corrents elèctrics tenen intensitats que varien amb el temps, com descobrí el físic escocès James Clerk Maxwell (1831-1879) i proposà una correcció.

## Aplicacions

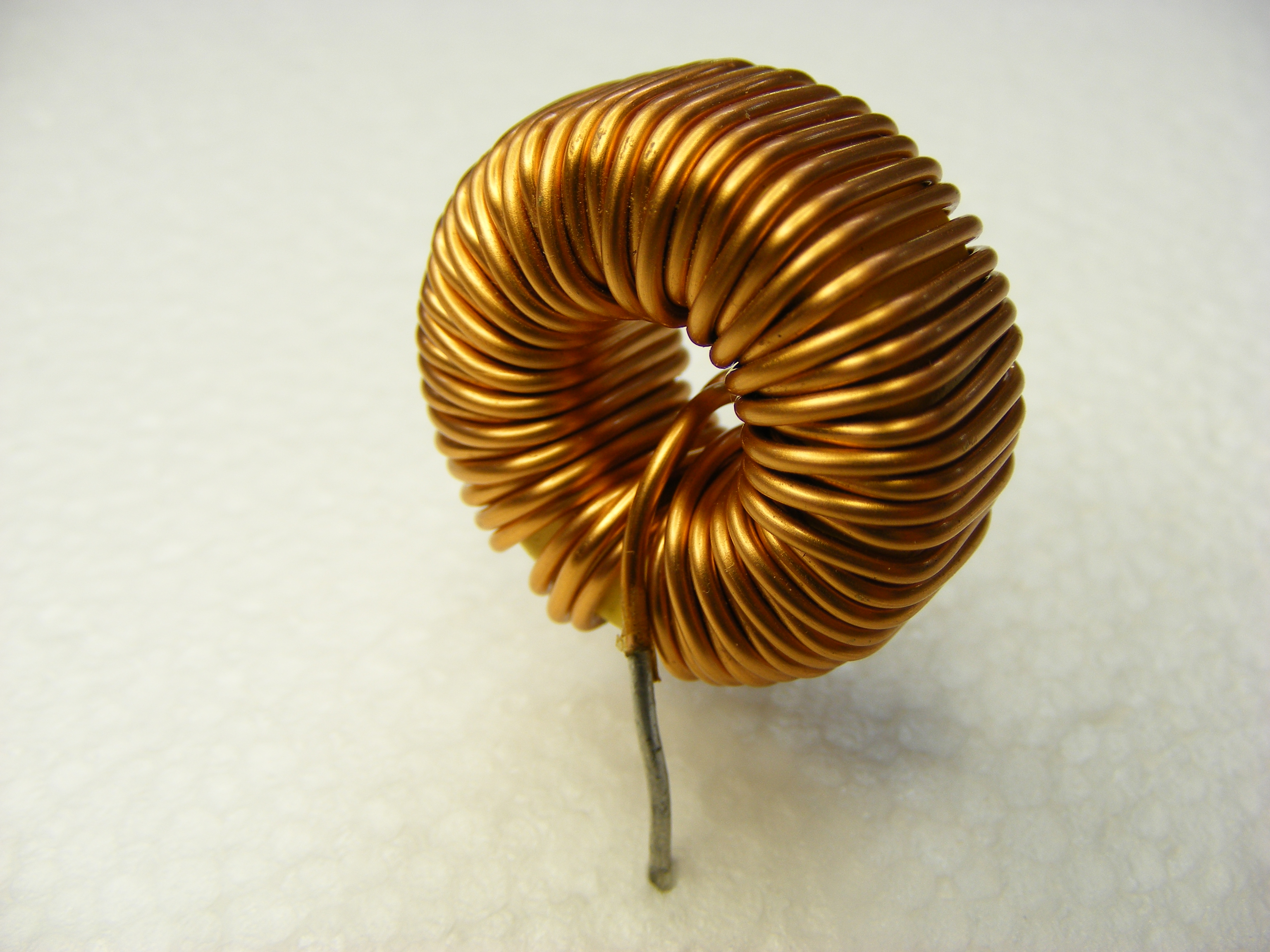
Bobina toroidal.

### Camp magnètic a l'interior d'una bobina toroidal
L'obtenció de la intensitat del camp magnètic a l'interior d'una bobina toroidal és un exemple senzill de l'abast de la llei d'Ampère. Si s'agafa una corba circular a l'interior del toroide, hom pot aplicar-li la llei d'Ampère:

Tall d'una bobina toroidal i corba d'integració en vermell de radi.

{\displaystyle \oint _{C}{\vec {B}}\cdot \mathrm {d} {\vec {l}}={\mu _{0}}\sum _{i}I_{i}}
Com el camp magnètic {\displaystyle {\vec {B}}} és constant en tots els punts de la circumferència a causa de la simetria del toroide i és paral·lel a tots els punts a l'element infinitesimal {\displaystyle \mathrm {d} {\vec {l}}}, el producte escalar es pot operar de la següent manera: {\textstyle {\vec {B}}\cdot \mathrm {d} {\vec {l}}=B\cdot l\cdot \cos 0^{\circ }=B\cdot l} (essent {\displaystyle 0^{\circ }} l'angle entre ambdós vectors i {\displaystyle \cos 0^{\circ }=1}). Per altra banda, hi ha tants de corrents elèctrics com voltes de fil conductor, si tenim {\displaystyle N} voltes cadascuna amb intensitat {\displaystyle I} resulta:
{\displaystyle B\oint _{C}\mathrm {d} l={\mu _{0}}NI}La integral de tota la corba és la longitud de la circumferència de radi {\displaystyle r}, o sigui {\displaystyle 2\pi r}, per tant:
{\displaystyle B2\pi r={\mu _{0}}NI}I el mòdul del camp magnètic a l'interior del toroide resulta:

Al centre de la figura hi ha un conductor rectilini, perpendicular al pla de la pantalla, per on hi circula un corrent elèctric. La corba C és la vermella,

{\displaystyle B={\frac {\mu _{0}NI}{2\pi r}}}

### Camp magnètic d'un conductor rectilini infinit
En el cas d'un conductor rectilini infinit la corba {\displaystyle C} s'ha d'agafar amb el centre al conductor en un pla perpendicular i de radi {\displaystyle r}. El càlcul és igual que en el cas d'un toroide, però només hi ha un corrent ({\displaystyle N=1}), de manera que la intensitat del camp magnètic, a una distància {\displaystyle r} del centre del conductor, resulta:
{\displaystyle B={\frac {\mu _{0}I}{2\pi r}}}

### Camp magnètic al centre d'un solenoide

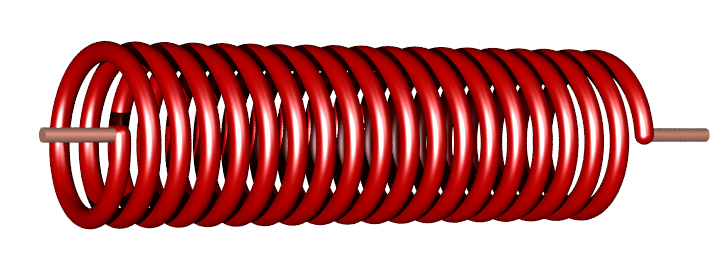
Solenoide.

En un solenoide hom pot agafar un camí rectangular, com s'indica a la figura, sobre el qual aplicar la llei d'Ampère. Si s'agafa un rectangle com el de la figura, amb vèrtexs començant per l'inferior de l'esquerra {\displaystyle ABCD} i amb {\displaystyle {\overline {AB}}={\overline {CD}}=L}, la integral es pot descompondre en una suma de quatre integrals, una per a cada costat:
{\displaystyle \oint _{C}{\vec {B}}\cdot \mathrm {d} {\vec {l}}=\int _{A}^{B}{\vec {B}}\cdot \mathrm {d} {\vec {l}}+\int _{B}^{C}{\vec {B}}\cdot \mathrm {d} {\vec {l}}+\int _{C}^{D}{\vec {B}}\cdot \mathrm {d} {\vec {l}}+\int _{D}^{A}{\vec {B}}\cdot \mathrm {d} {\vec {l}}}

Tall d'un solenoide. El corrent surt per damunt i entre per baix.

La primera integral amb la longitud del costat paral·lel al camp magnètic sigui {\displaystyle L} ens dona una contribució interior a la bobina {\displaystyle BL}. El camp és essencialment perpendicular als costats laterals {\displaystyle {\overline {BC}}} i {\displaystyle {\overline {DA}}}, per la qual cosa ens dona una contribució nul·la perquè els vectors {\displaystyle {\vec {B}}} i {\displaystyle \mathrm {d} {\vec {l}}} són perpendiculars i formen un angle de 90° amb {\displaystyle \cos 90^{\circ }=0}. El costat superior {\displaystyle {\overline {CD}}} també val {\displaystyle L}, però el camp magnètic l'exterior és negligible comparat amb l'intens camp magnètic a l'interior del solenoide, i la integral també es pot negligir. Si es pren l'extrem de la bobina tan lluny que el camp sigui menyspreable, aleshores la contribució dominant la proporciona la longitud interior de la bobina.
Per altra banda, el nombre de corrents que cal considerar {\displaystyle N} són els inclosos dins del rectangle. Si s'agafa com {\displaystyle L} com la longitud de tot el solenoide, el valor d'{\displaystyle N} serà el nombre total de voltes que té. La fórmula resulta la següent:
{\displaystyle B={\frac {\mu _{0}NI}{L}}}

## Llei d'Ampère original

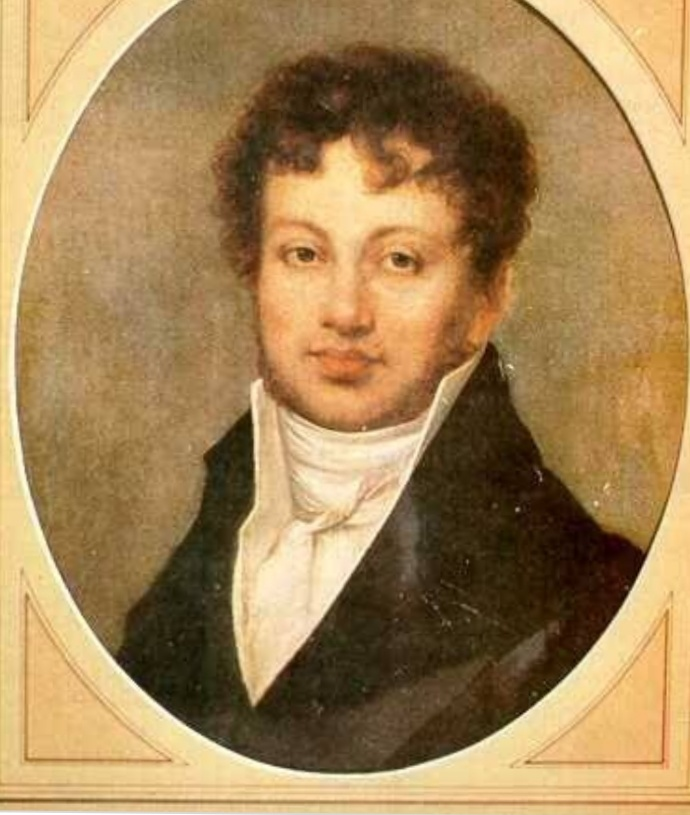
André-Marie Ampère.

### Forma integrada
A la seva forma original, la llei d'Ampère relaciona el camp magnètic {\displaystyle {\vec {B}}} amb el seu origen, la densitat del corrent elèctric {\displaystyle {\vec {J}}} (intensitat de corrent elèctric que travessa una unitat de superfície d'un conductor perpendicular a la direcció del corrent). El corrent tancat és només la integral de flux de la densitat de corrent a través de qualsevol superfície {\displaystyle S} limitada per la corba:
{\displaystyle \oint _{C}{\vec {B}}\cdot \mathrm {d} {\vec {l}}={\mu _{0}}\sum _{i}I_{i}=\mu _{0}\int _{S}{\vec {J}}\cdot \mathrm {d} {\vec {S}}}on:

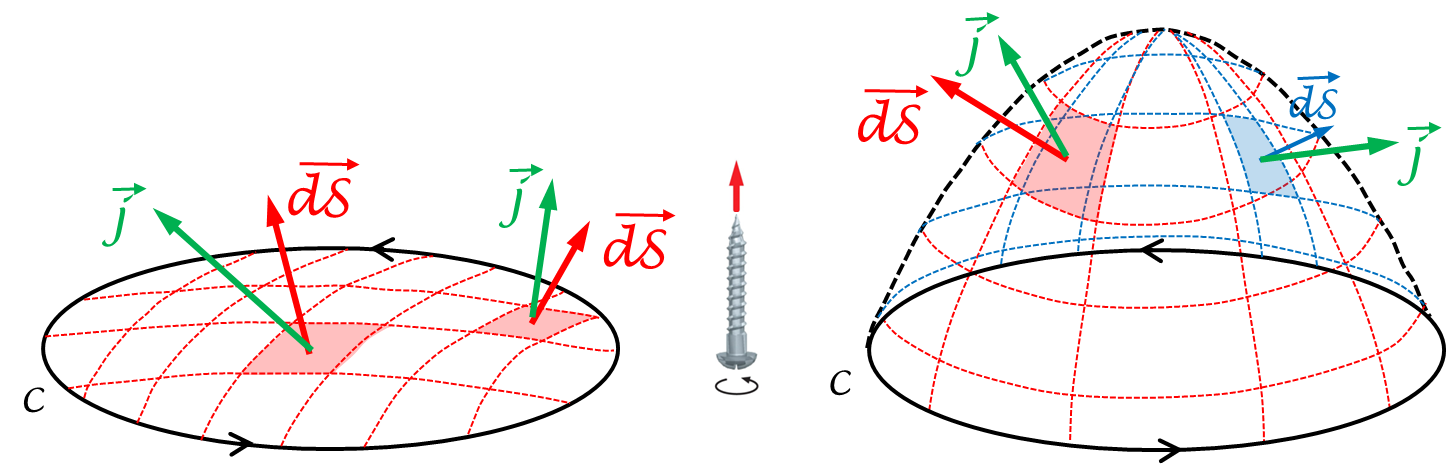
Diferents superfícies d'una corba tancada.

- {\textstyle \oint _{C}} és la integral de línia, o circulació, tancant el contorn (la corba tancada) {\displaystyle C},
- {\textstyle \mathrm {d} {\vec {l}}} és un element infinitesimal de la corba {\displaystyle C},
- {\textstyle \sum _{i}I_{i}} és el corrent total tancat per la corba {\displaystyle C}, o estrictament, el corrent que penetra la superfície {\displaystyle S},
- {\textstyle \mu _{0}=4\pi \times 10^{-7}} és la constant magnètica (en henry per metre).
- {\displaystyle \mathrm {d} {\vec {S}}\!\ } és el vector diferencial de la superfície d'àrea {\displaystyle S}, amb una magnitud infinitesimal i direcció normal a la superfície,
- {\displaystyle {\vec {J}}} és la densitat de corrent (en amperes per metre quadrat) a través de la superfície {\displaystyle S} tancada per la corba {\displaystyle C}, duu la direcció i sentit del moviment de les càrregues i el seu mòdul val {\displaystyle J=I/S}

### Forma diferencial
El teorema de Stokes ens diu que la integral de circulació o de línia es pot substituir per la integral de l'enrotllament del camp vectorial sobre qualsevol superfície limitada per la corba. Hom pot triar la superfície que sigui la mateixa que la superfície utilitzada per calcular el flux de corrent.
{\displaystyle \int _{S}({\vec {\nabla }}\times {\vec {B}})\cdot \mathrm {d} {\vec {S}}=\mu _{0}\int _{S}{\vec {J}}\cdot \mathrm {d} {\vec {S}}}
Com que aquesta darrera relació és certa per a qualsevol bucle tancat, podem concloure que els mateixos integrants han de ser iguals, és a dir:
{\displaystyle {\vec {\nabla }}\times {\vec {B}}=\mu _{0}{\vec {J}}}que és la forma diferencial de la llei d'Ampère.
on:
- {\displaystyle {\vec {\nabla }}} és el vector diferencial operador nabla.
- {\displaystyle \times \,} és l'operador del producte vectorial.

## Llei d'Ampère corregida: l'equació d'Ampère-Maxwell

Per aplicar la llei d'Ampère es pot agafar qualsevol superfície. La és el cercle verd i la és la superfície rosada que passa pel mig de les plaques d'un condensador. En carregar-se o descarregar-se el condensador passa corrent per la superfície i amb la llei d'Ampère es pot calcular el camp magnètic generat. Tanmateix, entre les plaques del condensador no hi passa corrent i, aplicant amb la llei d'Ampère, s'obtendria que no hi ha camp magnètic, la qual cosa no és real.

James Clerk Maxwell.

El físic escocès James Clerk Maxwell (1831-1879) va apreciar una inconsistència lògica en aplicar la llei d'Ampère a la càrrega i descàrrega d'un condensador. Si la superfície {\displaystyle S_{2}} de la figura passa entre les làmines del condensador, i no a través de cap fil com la {\displaystyle S_{1}}, llavors {\displaystyle {\vec {J}}=0} malgrat que {\textstyle \oint _{C}{\vec {B}}\cdot \mathrm {d} {\vec {l}}\neq 0} (determinat amb la superfície {\displaystyle S_{1}}).
Maxwell va concloure que la llei d'Ampère havia d'estar incompleta. Per tal de resoldre el problema, va utilitzar el concepte de corrent de desplaçament {\displaystyle I_{D}}, definida com un corrent proporcional a la variació del flux elèctric {\displaystyle \phi _{E}} respecte del temps:
{\displaystyle I_{D}=\varepsilon {d\phi _{E} \over dt}}
amb la constant de proporcionalitat {\textstyle \varepsilon }, la permitivitat del medi. Malgrat el seu nom, no existeix cap mena de corrent elèctric entre les plaques d'un condensador i és la variació amb el temps del flux elèctric {\textstyle \phi _{E}=\int _{S}{\vec {E}}\cdot d{\vec {S}}} (producte escalar d'{\textstyle {\vec {E}}} camp elèctric entre les plaques del condensador i la superfície {\displaystyle {\vec {S}}} que travessa) que genera el camp magnètic.
La versió generalitzada per Maxwell de la llei d'Ampère va ser incorporada a les equacions de Maxwell. Habitualment s'empra el desplaçament elèctric {\textstyle {\vec {D}}\ =\ \varepsilon {\vec {E}}} enlloc del camp elèctric {\textstyle {\vec {E}}} i pren la següent forma integral:
{\displaystyle \oint _{C}{\vec {B}}\cdot \mathrm {d} {\vec {l}}=\mu _{0}\int _{S}{\vec {J}}\cdot \mathrm {d} {\vec {S}}+\mu _{0}{\mathrm {d}  \over \mathrm {d} t}\int _{S}{\vec {D}}\cdot \mathrm {d} {\vec {S}}}
Aquesta llei d'Ampère-Maxwell també pot ser expressada en forma diferencial fent ús del teorema d'Stokes:
{\displaystyle {\vec {\nabla }}\times {\vec {B}}=\mu _{0}{\vec {J}}+\mu _{0}{\frac {\partial {\vec {D}}}{\partial t}}}
Amb l'afegit del corrent de desplaçament, Maxwell va poder dir de manera correcta que la llum era una forma d'ona electromagnètica. Amb la velocitat de la llum {\textstyle c=1/{\sqrt {\mu _{0}\varepsilon _{0}}}} la llei d'Ampère-Maxwell pren la forma en el buit:
{\displaystyle \oint _{C}{\vec {B}}\cdot \mathrm {d} {\vec {l}}=\mu _{0}\int _{S}{\vec {J}}\cdot \mathrm {d} {\vec {S}}+{\frac {1}{c^{2}}}{\mathrm {d}  \over \mathrm {d} t}\int _{S}{\vec {E}}\cdot \mathrm {d} {\vec {S}}}